# 블랙 러시안

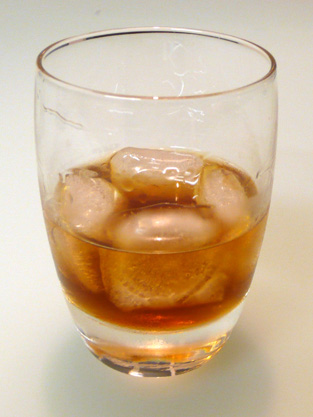
블랙러시안

블랙 러시안(black russian)은 커피 리큐어를 섞어 만드는 보드카 기반의 칵테일이다. 제조는 일반적으로 보드카 1온스에 커피 리큐어 0.5온스의 2대1 비율로 젓기법으로 만들며, 락 글라스에 각얼음과 함께 준비된다.

## 재료
- 3/4 온스 커피 리큐어
- 1 1/2 온스 보드카

## 제조법 및 특이사항
올드 패션드 글라스(Old-fashioned glass)에 사각 얼음을 넣고 온더락 방식으로 직접 부어 접대한다. 커피 리큐어는 깔루아(Kahlua)를 많이 쓰지만, 티아 마리아(Tia Maria)나 스타 벅스 커피 리큐어를 쓰기도 한다. 아일랜드에서는 기네스 맥주를 섞기도 한다.

## 변형
화이트 러시안이 유명하다. 또한, 코카콜라나 오렌지 주스등을 섞는 적당한 변형도 쓸만한 맛이 된다.

## 같이 보기
- 화이트 러시안